# Desmodium glutinosum
Desmodium glutinosum là một loài thực vật có hoa trong họ Đậu. Loài này được (Willd.) Alph.Wood miêu tả khoa học đầu tiên.